# Anastatus pentatomidivorus
Anastatus pentatomidivorus är en stekelart som beskrevs av Girault 1915. Anastatus pentatomidivorus ingår i släktet Anastatus och familjen hoppglanssteklar. Inga underarter finns listade i Catalogue of Life.